# Santa Margarida de Lousada
Santa Margarida de Lousada is een plaats (freguesia) in de Portugese gemeente Lousada en telt 405 inwoners (2001).